# Tripogon yunnanensis
Tripogon yunnanensis är en gräsart som beskrevs av Jun Liang Yang, Sylvia Mabel Phillips och Shou Liang Chen. Tripogon yunnanensis ingår i släktet Tripogon och familjen gräs. Inga underarter finns listade i Catalogue of Life.